# Escut de Saint Lucia
L'escut de Saint Lucia es va adoptar el 22 de febrer del 1979, arran de la independència de l'illa, i està basat en el que li fou concedit per la reina Elisabet II l'1 de març del 1967, segons un disseny de l'artista californià Sydney Bagshaw. Els elements heràldics principals són els mateixos, però l'escut antic era tot d'or i de sable, mentre que l'actual té més varietat de colors.
Entre els diversos elements representats, la rosa Tudor i la flor de lis fan referència respectivament a l'herència històrica anglesa i francesa, mentre que l'escambell hi és per l'origen africà de la població, descendent d'esclaus. La torxa indica el camí que cal seguir, mentre que el lloro és l'ocell emblemàtic de l'illa.

## Blasonament
D'atzur, escut quarterat mitjançant una creu abscissa de bambú carregada al centre d'un escambell de cap de tribu, tot d'or: al primer i al tercer quarters, una rosa d'argent carregada d'una altra de gules, ambdues barbades i botonades al natural; al segon i al quart quarters, una flor de lis d'or.
Té com a suports dos lloros de Saint Lucia al natural a banda i banda, afrontats i amb les ales esteses, cadascun amb una fronda de falguera Polypodium al bec, damunt una cinta amb el lema nacional en anglès: THE LAND – THE PEOPLE – THE LIGHT ('La terra – El poble – La llum').
Com a cimera, un casc amb llambrequí d'or i d'atzur, somat d'un borlet dels mateixos colors del qual surt un braç al natural que sosté una torxa d'or encesa; acoblades darrere el braç, un parell de frondes de falguera passades en sautor.